# 单头乳苣
单头乳苣（学名：Mulgedium monocephalum）为菊属乳苣属的植物，是中国的特有植物。分布于中国大陆的云南等地，生长于海拔900米至2,300米的地区，常生长在林缘，目前尚未由人工引种栽培。

## 别名
单头莴苣（云南种子植物名录）

## 异名
- Lactuca polypodifolia Franch.
- Mulgedium meridionale C. Shih